# Borgia (série télévisée)
Pour les articles homonymes, voir Borgia (homonymie).
Cet article traite de la série diffusée sur Canal +. Pour la série canado-hongro-irlandaise, voir The Borgias. Ne pas confondre non plus avec la série télé danoise Borgen, une femme au pouvoir.
Borgia est une série télévisée franco-allemande créée par Tom Fontana diffusée sur la chaîne Canal+ à partir d'octobre 2011. En Belgique et au Luxembourg, la série a été diffusée sur BeTV. Fiction de genre historique, elle romance les destins des quatre membres les plus connus de la famille Borgia : le père, Rodrigo, qui veut se faire élire pape, et trois de ses enfants illégitimes, Juan, Cesare et Lucrezia.

## Synopsis
L’accession au pouvoir du cardinal espagnol Rodrigo Borgia futur Pape Alexandre VI et de sa famille, qui s’efforcèrent d’instaurer une dynastie pour exercer leur domination sur le monde. Bien qu’étant un homme de foi, Rodrigo était aussi esclave des plaisirs charnels. Il devait non seulement déjouer les complots et les conspirations de ses collègues cardinaux et des représentants des grands pouvoirs, mais aussi mener une lutte pour contenir les rivalités qui menaçaient de déchirer sa famille.

## Fiche technique
- Créateur : Tom Fontana
- Réalisateur : Oliver Hirschbiegel, Metin Hüseyin, Dearbhla Walsh et Christoph Schrewe
- Directeur de la Photographie : Oussama Rawi
- Musique : Cyril Morin, Éric Neveux
- Société de production : Atlantique Productions, Canal+, EOS Entertainment et ETIC Films
- Durée d'un épisode : 55 minutes
- Distribution internationale : Beta Film GmbH.

## Distribution

### Acteurs principaux
- John Doman (VF : Philippe Crubézy) : Rodrigo Borgia / Alexandre VI
- Mark Ryder (VF : Donald Reignoux) : Cesare Borgia
- Isolda Dychauk (VF : Lutèce Ragueneau) : Lucrezia Borgia
- Stanley Weber (VF : lui-même) : Juan Borgia
- Assumpta Serna (VF : Sylvia Bergé) : Vannozza Cattanei, mère de Cesare, Lucrezia, Juan, Goffredo
- Adam Misik : Goffredo Borgia
- Diarmuid Noyes (VF : Tony Marot) : cardinal Alessandro Farnese / Paul III
- Marta Gastini (VF : Camille Donda) : Giulia Farnese
- Andrea Sawatzki (VF : Frédérique Tirmont) : Adriana de Mila (saisons 1 et 2)
- Scott William Winters (VF : Anatole de Bodinat) : cardinal Raffaele Sansoni Riario
- Art Malik (VF : Renaud Marx) : Francesc Gacet
- Christian McKay (VF : Xavier Fagnon) : cardinal Ascanio Sforza
- Dejan Čukić (VF : Pierre-François Pistorio) : cardinal Giuliano della Rovere / Jules II
- Iain Glen (VF : Dominique Collignon-Maurin) : Girolamo Savonarola (saison 2)

### Acteurs récurrents
- Marc Duret : le cardinal Guillaume Briçonnet (Saisons 2 et 3)
- Robert Polo (VF : Sylvain Lemarié (1re voix) puis Patrice Melennec (2e voix)) : Carlo Canale, compagnon de Vannozza (saison 1 à 3)
- Marek Vašut (VF : Gilles Morvan) : Fabrizio Colonna
- Karel Dobry (VF : Arnaud Arbessier) : cardinal Giovanni Colonna
- Petr Vanek (VF : Patrick Mancini) : Michelotto Corella
- Andrew Hawley (VF : Kelyan Blanc (1re voix) puis Hervé Grull (2e voix)) : Alfonso d'Este
- Laura Fedorowycz : Silvia Ruffini
- John Bradley : Giovanni De Medici
- Michael Fitzgerald : Oliviero Carafa
- Victor Schefé : Johannes Burchart, le camerlingue et maître de cérémonie.
- Paul Brennen : Agapito Geraldini
- Richard Southgate (VF : Olivier Martret) : Marcantonio Colonna (saison 1)
- Nicolás Belmonte (VF : Nessym Guetat) : Shahzaeh Djem (saison 1)
- Jiří Mádl (VF : Alexis Tomassian) : Francesco Remolino d'Illerda (saison 1)
- Predrag Bjelac (VF : Maurice Decoster) : Francesco Piccolomini /  Pie III (saisons 1 et 3)
- Josef Jelínek (VF : Philippe Valmont) : Federico Sanseverino (saison 1)
- Vincent Carmichael (VF : David Krüger) : Diego Lopez de Haro (saison 1)
- Raimund Wallisch (VF : Jérôme Rebbot) : Alphonse II de Naples (saison 1)
- David Atrakchi (VF : Damien Ferrette) : Yves D'Allegre (saison 1)
- Scott Cleverdon (VF : Axel Kiener) : Gonzalo Fernandez de Cordova (saison 1)
- Michael Billington : Orsino Orisini Migliorati (saison 1)
- Udo Kier : le pape Innocent VIII (saison 1)
- Jirí Ornest : le cardinal Ardicino della Porta (saison 1)
- Dave Legeno : Guidobaldo de Montefeltro (saison 1 à 3)
- Nacho Alderger : Pedro Caldes (saison 1)
- Vadim Glowna : le cardinal Jorge da Costa (saison 1)
- Mónica Lopera : Maria Enriquez de Luna (saison 1)
- Rudolf Martin : Franceschetto Cybo (saison 1)
- James Greene : le cardinal Maffeo Gherardi (saison 1)
- Eliska Krenková : Sancha d'Aragon (saison 1 et 2)
- Miroslav Taborsky (VF : Gabriel Le Doze) : le cardinal Gianbattista Orsini (saisons 1 et 2)
- Manuel Rubey (VF : Fabrice Josso) : Giovanni Sforza (saisons 1 et 2)
- Simon Larvaron (VF : Emmanuel Garijo) : le roi Charles VIII (saisons 1 et 2)
- Sean Campion : Virginio Orsini (saisons 1 et 2)
- Sebastian Urzendowsky (VF : Alexandre Nguyen) : Juan Borgia Lanzol (saisons 2 et 3)
- Jindrich Tillinger : Pedro Luis de Borja Llançol de Romaní (saison 2)
- Paloma Bloyd (VF : Victoria Grosbois) : Carlotta d'Aragona (saisons 2 et 3)
- Héléna Soubeyrand : la reine Anne de Bretagne (saison 2)
- Thibaut Evrard : Niccolo Machiavelli (depuis la saison 2)
- Valentina Cervi : Caterina Sforza (saison 2)
- Richard McCabe : le roi Frédéric Ier de Naples (saison 2)
- Daisy Lewis : Maria Diaz Garlon (saison 2)
- Alejandro Albarracin (VF : Stanislas Forlani) : Alfonso di Calabria (saisons 2 et 3)
- Marco Cassini (VF : Damien Ferrette) : Pietro Bembo (saison 2)
- Antoine Cholet : le cardinal Georges d'Amboise (saisons 2 et 3)
- Danny Szam (VF : Damien Witecka) : Michelangelo Buonarroti (saisons 2 et 3)
- Paul Rhys : Léonard de Vinci (saisons 1 à 3)
- James Faulkner : Pier Soderini (saison 2)
- Jamie Oram : Ferdinand de Habsbourg (saisons 1 et 2)
- Rafael Cebrián (VF : Tristan Petitgirard) : Rodrigo Borgia Lanzol (saison 2)
- Matt Di Angelo : le cardinal Francesco Alidosi (saisons 2 et 3)
- Peter Hosking : le cardinal Giovanni Battista Savelli (saisons 1 à 3)
- Rachel Winters (VF : Leslie Lipkins) : Hieronyma Borgia (saison 2)
- Babsie Steger (VF : elle-même) : Giovanna Farnese, la mère de Giulia (saisons 2 et 3)
- Stéphane Caillard : Charlotte d'Albret (saison 2)
- Joseph Beattie (VF : Mathias Kozlowski) : le roi Louis XII (saisons 2 et 3)
- Josef Badalec : le cardinal Pedro Luis Borgia Lanzol (saison 2)
- Bohdan Petrovic Esek : le cardinal Francisco Borgia (saison 2)
- César Domboy : Guy de Laval (saison 2)
- Ellie Darcey-Alden : Felice della Rovere (saison 2)
- Marc Saez (VF : lui-même) : Pierre d'Archambaud (saison 3)
- Manu Fullola (VF : Rémi Bichet) : Vitellozzo Vitelli (saison 3)
- Michael Byrne : Hercule d'Este (saison 3)
- Marc Pickering (VF : Alexis Tomassian) : Hippolyte Ier d'Este (saison 3)
- Davide Lipari : Sigismondo d'Este (saison 3)
- Alexandra Oppo : Isabelle d'Este (saison 3)
- Mădălina Ghenea : Dorotea Malatesta (saison 3)

- Version française
  - Société de doublage : Dôme Productions[1]
  - Direction artistique : Philippe Carbonnier[1]
  - Adaptation des dialogues : Sophie Arthuys et Catherine Valduriez[1]

Source VF : Doublage Séries Database

## Épisodes

### Première saison (2011)
| N° | #  | Titre                                                | Réalisation            | Première diffusion                                                                                                |
| -- | -- | ---------------------------------------------------- | ---------------------- | --- |
| 01 | 01 | 1492                                                 | Oliver Hirschbiegel    | France : 10 octobre 2011 sur Canal+ Italie : 10 juillet 2011 sur Sky Italia Allemagne : 17 octobre 2011 sur ZDF   |
|    |    |                                                      |                        | |
| 02 | 02 | Onde de chaleur Ondata di calore                     | Oliver Hirschbiegel    | France : 10 octobre 2011 sur Canal+ Italie : 10 juillet 2011 sur Sky Italia Allemagne : 17 octobre 2011 sur ZDF   |
|    |    |                                                      |                        | |
| 03 | 03 | Un vœu sacré A Sacred Vow                            | Oliver Hirschbiegel    | France : 17 octobre 2011 sur Canal+ Italie : 9 septembre 2011 sur Sky Italia Allemagne : 19 octobre 2011 sur ZDF  |
|    |    |                                                      |                        | |
| 04 | 04 | La Sagesse du Saint-Esprit Wisdom of the Holy Spirit | Oliver Hirschbiegel    | France : 17 octobre 2011 sur Canal+ Italie : 9 septembre 2011 sur Sky Italia Allemagne : 19 octobre 2011 sur ZDF  |
|    |    |                                                      |                        | |
| 05 | 05 | Les Liens du mariage The Bonds of Matrimony          | Dearbhla Walsh (en)    | France : 24 octobre 2011 sur Canal+ Italie : 16 septembre 2011 sur Sky Italia Allemagne : 20 octobre 2011 sur ZDF |
|    |    |                                                      |                        | |
| 06 | 06 | Légitimité Legitimacy                                | Dearbhla Walsh         | France : 24 octobre 2011 sur Canal+ Italie : 16 septembre 2011 sur Sky Italia Allemagne : 20 octobre 2011 sur ZDF |
|    |    |                                                      |                        | |
| 07 | 07 | Manœuvres Maneuvers                                  | Metin Hüseyin (en)     | France : 31 octobre 2011 sur Canal+ Italie : 23 septembre 2011 sur Sky Italia Allemagne : 24 octobre 2011 sur ZDF |
|    |    |                                                      |                        | |
| 08 | 08 | Prélude à l'Apocalypse Prelude to an Apocalypse      | Metin Hüseyin          | France : 31 octobre 2011 sur Canal+ Italie : 23 septembre 2011 sur Sky Italia Allemagne : 24 octobre 2011 sur ZDF |
|    |    |                                                      |                        | |
| 09 | 09 | L'Invasion de Rome The Invasion of Rome              | Christoph Schrewe (de) | France : 7 novembre 2011 sur Canal+ Italie : 30 septembre 2011 sur Sky Italia Allemagne : 26 octobre 2011 sur ZDF |
|    |    |                                                      |                        | |
| 10 | 10 | Miracles                                             | Christoph Schrewe      | France : 7 novembre 2011 sur Canal+ Italie : 30 septembre 2011 sur Sky Italia Allemagne : 26 octobre 2011 sur ZDF |
|    |    |                                                      |                        | |
| 11 | 11 | Le Monstre divin God's Monster                       | Metin Hüseyin          | France : 14 novembre 2011 sur Canal+ Italie : 7 octobre 2011 sur Sky Italia Allemagne : 27 octobre 2011 sur ZDF   |
|    |    |                                                      |                        | |
| 12 | 12 | L'Éveil du serpent The Serpent Rises                 | Metin Hüseyin          | France : 14 novembre 2011 sur Canal+ Italie : 7 octobre 2011 sur Sky Italia Allemagne : 27 octobre 2011 sur ZDF   |
|    |    |                                                      |                        | |

### Deuxième saison (2013)
Le tournage de la saison 2 débute le 26 mars 2012. L'intrigue commence huit mois après la mort de Juan Borgia et montre l'ascension de Cesare ainsi que l'émancipation de Lucrezia. Par ailleurs, les deux premiers épisodes montrent un Rodrigo Borgia affaibli et en proie aux influences des Colonna, des Caraffa et des Della Rovere. La deuxième saison est diffusée sur Canal+ à partir du 18 mars 2013 et ouvre sur de nouveaux lieux et de nouvelles intrigues. 
| N° | Titre français            | Titre original            | Réalisateur       | Première diffusion française |
| -- | ------------------------- | ------------------------- | ----------------- | ---------------------------- |
| 1  | Le temps de la tendresse  | The Time of Sweet Desires | Dearbhla Walsh    | 18 mars 2013                 |
| 2  | Le mercredi des Cendres   | Ash Wednesday             | Dearbhla Walsh    | 18 mars 2013                 |
| 3  | Le dimanche des Rameaux   | Palm Sunday               | Christoph Schrewe | 25 mars 2013                 |
| 4  | Pax Vobis Cum             | Pax Vobiscum              | Christoph Schrewe | 25 mars 2013                 |
| 5  | L'Ascension               | Ascension                 | Metin Hüseyin     | 1er avril 2013               |
| 6  | La Pentecôte              | Pentecost                 | Metin Hüseyin     | 1er avril 2013               |
| 7  | Le dimanche de la Trinité | The Blessed Trinity       | Thomas Vincent    | 8 avril 2013                 |
| 8  | Une moralité              | A Morality Play           | Thomas Vincent    | 8 avril 2013                 |
| 9  | La Transfiguration        | Transfiguration           | Metin Hüseyin     | 15 avril 2013                |
| 10 | L'Assomption              | The Assumption            | Metin Hüseyin     | 15 avril 2013                |
| 11 | Les sept douleurs         | The Seven Sorrows         | Christoph Schrewe | 22 avril 2013                |
| 12 | Qui est comme Dieu?       | Who Is Like God?          | Christoph Schrewe | 22 avril 2013                |

### Troisième saison (2014)
Le tournage de la saison 3 s'est déroulé du 27 mai 2013 au 27 janvier 2014.  Elle est diffusée à partir du 15 septembre 2014 sur Canal+, mais contrairement aux plans d'origine de Tom Fontana qui prévoyait quatre saisons, elle sera la dernière. À la différence des deux premières saisons, la dernière sera composée de 14 épisodes.
| N° | Titre français        | Titre original | Réalisateur            | Première diffusion française |
| -- | --------------------- | -------------- | ---------------------- | ---------------------------- |
| 1  | 1495                  | 1495           | Christoph Schrewe      | 15 septembre 2014            |
| 2  | 1496                  | 1496           | Christoph Schrewe      | 15 septembre 2014            |
| 3  | 1497                  | 1497           | Christoph Schrewe      | 22 septembre 2014            |
| 4  | 1498                  | 1498           | Metin Hüseyin          | 22 septembre 2014            |
| 5  | 1499                  | 1499           | Metin Hüseyin          | 29 septembre 2014            |
| 6  | 1500                  | 1500           | Metin Hüseyin          | 29 septembre 2014            |
| 7  | 1501                  | 1501           | Athina Rachel Tsangari | 6 octobre 2014               |
| 8  | 1502                  | 1502           | Athina Rachel Tsangari | 6 octobre 2014               |
| 9  | 1503, première partie | 1503, Part One | Metin Hüseyin          | 13 octobre 2014              |
| 10 | 1503, deuxième partie | 1503, Part Two | Metin Hüseyin          | 13 octobre 2014              |
| 11 | 1504                  | 1504           | Metin Hüseyin          | 20 octobre 2014              |
| 12 | 1505                  | 1505           | Christoph Schrewe      | 20 octobre 2014              |
| 13 | 1506                  | 1506           | Christoph Schrewe      | 27 octobre 2014              |
| 14 | 1507                  | 1507           | Christoph Schrewe      | 27 octobre 2014              |

## Production
La série est produite par Atlantique Productions, une filiale de Lagardère Entertainment, pour Canal+ en association avec EOS Entertainment et ETIC Films.
L'écriture de la série, le montage et les bureaux de productions se trouvent dans l'immeuble où vit Tom Fontana, une ancienne librairie du West Village, à Manhattan. Les ateliers d'écriture sont au premier étage, les salles de montage et les bureaux au rez-de-chaussée, et les appartements de Tom Fontana au deuxième. Les équipes mangent toutes dans la grande cuisine qui se trouve dans les bureaux.

### Scénario
La scénariste française Audrey Fouché a été formée à l'écriture de série au cours d'un stage dans l'atelier d'écriture de Tom Fontana sur l'écriture de Borgia (la production française Atlantique Productions souhaitant former des scénaristes français aux méthodes américaines afin de les importer en France) et est devenue une des scénaristes de cette série. D'après elle, si Tom Fontana écrit cette série avec une équipe de jeunes scénaristes qui travaille avec lui depuis plusieurs années, sa méthode est assez éloignée de ce qu'on imagine d'un atelier d'écriture de série, et surtout d'une écriture collective. 
Ainsi les arcs narratifs pour chaque personnage, pour la saison entière comme pour chaque épisode, tout comme les scènes à scènes, sont écrits par Tom Fontana seul et ne sont pas le fruit d'un travail collectif de son atelier. 
À l'issue de cette étape, les scénaristes écrivent une première version de l'épisode en un mois, puis, en tenant compte des suggestions de Tom Fontana, une deuxième version en une dizaine de jours. Ensuite, les modifications à apporter à l'épisode sont discutées avec Tom Fontana dans son bureau, mais les scénarios ne sont jamais retravaillés en commun par toute l'équipe des scénaristes. Le scénariste de l'épisode peut discuter de la tonalité émotionnelle d'une scène, de l'opportunité d'utiliser tel ou tel détail, mais il n'a pas le droit de modifier le déroulement narratif de l'épisode, qui est du ressort uniquement de l'auteur Tom Fontana. C'est lui seul qui décide de l'histoire, des thématiques de la série, et qui en cela peut être considéré comme son auteur au sens fort du terme. Les scénarios sont écrits rapidement, avec à peu près une scène ou deux à écrire par jour par chaque scénariste.
Tom Fontana procède ensuite à ce qu'Audrey Fouché appelle un « véritable travail de montage scénaristique », croisant et recoupant les thèmes et les lignes de l'histoire. « C’est dans ce travail de croisement, de recoupement, de recherche d’échos thématiques et de quête du rendu dramatique le plus fort qu’il exprime un talent rare, et réinvestit les obsessions qui traversent toute son œuvre. » Il arrive alors à une nouvelle version dont il discute avec les scénaristes, ce qui donne naissance à la version qui est envoyée aux producteurs de la série. En fonction de leurs retours, le scénario est enfin retravaillé pour aboutir à la version de tournage.

### Tournages
Le tournage de la série s'est déroulé en République tchèque, aux Studios Barrandov à Prague. Bien que Borgia soit une création originale Canal+, la série a été tournée entièrement en anglais.
La saison 2 a notamment été tournée à Rome et à Venise.

## Accueil public, critique et commercial

### Audiences
Pour son lancement sur Canal+, Borgia a attiré plus d'1,6 million de téléspectateurs ce qui représente 26,7 % des abonnés. Il s'agit d'un record pour le lancement d'une série française ou étrangère sur la chaîne cryptée.
Les semaines suivantes, les audiences baissent légèrement mais se maintiennent dans une très bonne moyenne pour Canal+ (1,5 million le 17 octobre 2011, 1,2 million le 31 octobre 2011 et 1,3 million le 7 novembre 2011) pour finir à 1,4 million le 14 novembre 2011 pour la diffusion des deux derniers épisodes de la première saison.
La saison 2 poursuit dans les bons scores avec plus de 1,3 million en moyenne.

### Accueil critique

#### Saison 1
L'accueil critique de la série a été plutôt tiède, voire réservé — le mot « déception » revenant dans plusieurs articles. 
Le Monde juge favorablement la série tout en émettant plusieurs réserves. Si cette première saison illustre avec bonheur « la lutte passionnante pour la conquête du pouvoir » et qu'elle est portée par de superbes décors et costumes, le quotidien remarque que la série s’essouffle peu à peu : « à partir des cinquièmes et sixièmes épisodes, la trame perd un peu de son homogénéité de départ et a trop tendance à empiler les événements historiques les uns sur les autres sans réellement faire le lien entre eux ».
Le Nouvel Observateur parle de « superdéception », « tissée de clichés attendus ». La faute au « catalogue de mini-saynètes maxi explicatives », aux « dialogues anorexiques » et aux « intrigues transparentes ». L'hebdomadaire déplore que ce « produit » auquel il manque « un petit supplément d’âme » soit « trop marketé pour emporter l’imaginaire ». 
L'Express parle aussi de déception, en pointant du doigt des « personnages sans humanité » et un « scénario tape-à-l'œil », auquel il manque « une étincelle d'humanité ».  
Sur le site Web Reviewer.fr, Delphine Rivet déplore l'impression de melting-pot ou d'euro-pudding, qui se dégage aussi bien des questions de production que des choix artistiques. La revue pointe également du doigt l'exploitation abusive des scènes de sexe et de violence : « Répétitives, filmées de la manière la plus crue possible, comme si l’effet avait besoin d’être renforcé, elles ne sont, au bout du compte, pas tant le reflet d’une époque qu’une tentative d'haranguer le chaland ». Malgré les ambitions de la série, « certains épisodes semblent interminables et le casting très inégal ». 
Comme Delphine Rivet, les Inrockuptibles utilisent le mot « europudding » pour décrire un produit qui surfe sur la « cathosploitation » (après les films de Xavier Beauvois et de Nanni Moretti, sortis peu avant la diffusion de la série). 
Pour Le Figaro, « il se dégage de la version de Canal+ une impression de solennité et d'authenticité qui manque singulièrement à sa rivale » (le journal faisant référence à The Borgias). Mais, si le personnage de Doman est passionnant, ce n'est pas le cas de César ni de Lucrèce. Comme d'autres journaux, Le Figaro parle de « déception », incriminant une « surenchère — rapidement monotone — de violence et de sexe aux fonctions purement décoratives ».

#### Saison 2
La deuxième saison essuie de la part du journal Le Monde des avis divergents. Jugée « plus aérée » et « resserrée sur trois personnages (Rodrigo, Lucrezia, Cesare Borgia) », cette saison « gagne en romanesque » pour Macha Séry. Pierre Sérisier, en revanche, se montre plus réservé, remarquant que la série « s'est enferrée dans la chronologie dont elle était devenue dépendante, donnant le sentiment d'un empilage de faits les uns sur les autres sans perspective d'ensemble ». Le critique regrette « le déséquilibre qui s'est créé entre les trois grandes figures de la famille ». Il évoque aussi « une forme de routine où l'on a le sentiment que la perspective d'ensemble n'est pas suffisamment bien assise. Comme si les scénaristes avaient eu du mal à lier de manière harmonieuse les trois personnages principaux et à faire cadrer leurs actes avec des faits avérés » — créant ainsi une « impression de décousu ». La série ne devrait donc « son salut qu'au personnage de Cesare Borgia », le plus intéressant de tous, et souffrirait d'approximations, de longueurs, et d'une surenchère injustifiée de sexe et de violence.

### Ventes internationales
La diffusion de la première saison de la série a débuté en Belgique sur la chaîne La Deux de la RTBF le 6 mai 2014. Sur le plan des ventes internationales, la série a subi la concurrence directe de The Borgias, une autre série télévisée sur le même thème créée pour la chaîne américaine Showtime et produite au même moment que celle de Canal +.